# Championnat de Colombie de football 1983
Navigation
Saison précédente Saison suivante
La saison 1983 du Championnat de Colombie de football est la trente-sixième édition du championnat de première division professionnelle en Colombie. Les quatorze meilleures équipes du pays disputent le championnat qui se déroule en trois phases :
- lors du Tournoi Ouverture (Copa de la Paz) voit les équipes réparties en deux poules de sept. Les deux premiers de chaque groupe se qualifient pour l'octogonal
- le tournoi Clôture (Torneo Nacional) les équipes sont regroupées au sein d'une poule unique où elles s'affrontent deux fois, à domicile et à l'extérieur. Les quatre premiers du classement final se qualifient pour l'Octogonal, la phase finale nationale. À l'issue de cette phase, il n'y a ni promotion, ni relégation.
- l'Octogonal est la poule unique comportant les huit qualifiés qui s'affrontent à nouveau deux fois, à domicile et à l'extérieur. L'équipe terminant en tête est sacrée championne et se qualifie pour la prochaine édition de la Copa Libertadores en compagnie de son dauphin.

C'est le club de l'América de Cali, tenant du titre, qui remporte à nouveau la compétition, après avoir terminé en tête de l'Octogonal, devant l'Atlético Junior et l'Atlético Nacional. C'est le troisième titre de champion de l'histoire du club.

## Les clubs participants
| - Independiente Santa Fe - CD Los Millonarios - Deportes Tolima - Atlético Bucaramanga - Once Caldas - Independiente Medellin - Unión Magdalena | - Atlético Nacional - Deportivo Pereira - América de Cali - Cucuta Deportivo - Deportes Quindio - Deportivo Cali - Atlético Junior |

## Compétition
Le barème utilisé pour établir le classement est le suivant :
- Victoire : 2 points
- Match nul : 1 point
- Défaite : 0 point

### Tournoi Ouverture
Groupe A :
| Rang | Équipe                 | Pts | J  | G | N | P | Bp | Bc | Diff |
| ---- | ---------------------- | --- | -- | - | - | - | -- | -- | ---- |
| 1    | Once Caldas            | 20  | 14 | 9 | 2 | 3 | 17 | 9  | +8   |
| 2    | Independiente Medellín | 17  | 14 | 6 | 5 | 3 | 21 | 11 | +10  |
| 3    | Deportivo Cali         | 16  | 14 | 6 | 4 | 4 | 18 | 14 | +4   |
| 4    | Independiente Santa Fe | 13  | 14 | 6 | 1 | 7 | 15 | 18 | -3   |
| 5    | Deportes Tolima        | 13  | 14 | 4 | 5 | 5 | 14 | 19 | -5   |
| 6    | Unión Magdalena        | 12  | 14 | 4 | 4 | 6 | 20 | 21 | -1   |
| 7    | Cúcuta Deportivo       | 6   | 14 | 0 | 6 | 8 | 9  | 23 | -14  |

Groupe B :
| Rang | Équipe               | Pts | J  | G  | N | P | Bp | Bc | Diff |
| ---- | -------------------- | --- | -- | -- | - | - | -- | -- | ---- |
| 1    | Atlético Junior      | 20  | 14 | 10 | 0 | 4 | 26 | 18 | +8   |
| 2    | CD Los Millonarios   | 18  | 14 | 7  | 4 | 3 | 21 | 17 | +4   |
| 3    | América de CaliT     | 16  | 14 | 6  | 4 | 4 | 24 | 20 | +4   |
| 4    | Atlético Bucaramanga | 14  | 14 | 4  | 6 | 4 | 21 | 19 | +2   |
| 5    | Atlético Nacional    | 13  | 14 | 5  | 3 | 6 | 13 | 13 | 0    |
| 6    | Deportivo Pereira    | 9   | 14 | 3  | 3 | 8 | 19 | 25 | -6   |
| 7    | Deportes Quindío     | 9   | 14 | 3  | 3 | 8 | 7  | 18 | -11  |

Barrage de bonus :
Les premiers de groupe s'affrontent pour obtenir un point de bonus lors de l'octogonal. Les deuxièmes de groupe en font de même pour un demi-point.
| Équipe 1               | Résultat | Équipe 2           |
| ---------------------- | -------- | ------------------ |
| Once Caldas            | 4 - 2    | Atlético Junior    |
| Independiente Medellin | 2 - 2    | CD Los Millonarios |

### Tournoi Clôture
| Rang | Équipe                 | Pts | J  | G  | N  | P  | Bp | Bc | Diff |
| ---- | ---------------------- | --- | -- | -- | -- | -- | -- | -- | ---- |
| 1    | Atlético Nacional      | 37  | 26 | 15 | 7  | 4  | 37 | 23 | +14  |
| 2    | América de CaliT       | 35  | 26 | 15 | 5  | 6  | 47 | 24 | +23  |
| 3    | CD Los Millonarios     | 35  | 26 | 14 | 7  | 5  | 29 | 23 | +6   |
| 4    | Atlético Junior        | 34  | 26 | 13 | 8  | 5  | 48 | 25 | +23  |
| 5    | Independiente Santa Fe | 32  | 26 | 14 | 4  | 8  | 54 | 36 | +18  |
| 6    | Independiente Medellín | 28  | 26 | 7  | 14 | 5  | 29 | 28 | +1   |
| 7    | Deportivo Pereira      | 26  | 26 | 11 | 4  | 11 | 35 | 39 | -4   |
| 8    | Deportivo Cali         | 25  | 26 | 10 | 5  | 11 | 29 | 30 | -1   |
| 9    | Unión Magdalena        | 24  | 26 | 8  | 8  | 10 | 24 | 29 | -5   |
| 10   | Once Caldas            | 24  | 26 | 4  | 14 | 7  | 28 | 31 | -3   |
| 11   | Deportes Tolima        | 19  | 26 | 7  | 5  | 14 | 26 | 37 | -11  |
| 12   | Atlético Bucaramanga   | 18  | 26 | 6  | 6  | 14 | 27 | 54 | -27  |
| 13   | Cúcuta Deportivo       | 14  | 26 | 3  | 8  | 15 | 24 | 42 | -18  |
| 14   | Deportes Quindío       | 13  | 26 | 4  | 5  | 17 | 16 | 42 | -26  |

|  | Qualification pour l'Octogonal acquise depuis le tournoi Ouverture |
|  | Qualification pour l'Octogonal par le biais du classement          |

- Pour une raison inconnue, c'est le Deportivo Cali et non le Deportivo Pereira, pourtant mieux classé, qui se qualifie pour l'Octogonal. Les quatre premiers du classement obtiennent respectivement 1, 0.75, 0.5 et 0.25 point de bonus.

### Octogonal
| Rang | Équipe                 | Pts   | J  | G | N | P | Bp | Bc | Diff |
| ---- | ---------------------- | ----- | -- | - | - | - | -- | -- | ---- |
| 1    | América de CaliT       | 19.75 | 14 | 7 | 5 | 2 | 23 | 15 | +8   |
| 2    | Atlético Junior        | 19    | 14 | 7 | 4 | 3 | 24 | 14 | +10  |
| 3    | Atlético Nacional      | 19    | 14 | 6 | 6 | 2 | 19 | 13 | +6   |
| 4    | CD Los Millonarios     | 16.75 | 14 | 5 | 6 | 3 | 14 | 9  | +5   |
| 5    | Once Caldas            | 14    | 14 | 5 | 3 | 6 | 15 | 23 | -8   |
| 6    | Independiente Santa Fe | 12    | 14 | 4 | 4 | 6 | 23 | 26 | -3   |
| 7    | Deportivo Cali         | 9     | 14 | 3 | 3 | 8 | 13 | 23 | -10  |
| 8    | Independiente Medellín | 7.50  | 14 | 1 | 5 | 8 | 8  | 16 | -8   |

|  | Qualification pour la Copa Libertadores 1984 |

## Bilan de la saison
| Championnat de Colombie de football 1983 |                            |
| Champion                                 | América de Cali (3e titre) |
| Qualifications continentales             |                            |
| Copa Libertadores 1984                   | América de Cali            |
| Copa Libertadores 1984                   | Atlético Junior            |
| Promotions et relégations                |                            |
| Promus en Primera A                      | Aucun                      |
| Relégués en Primera B                    | Aucun                      |